# Bub Carrington

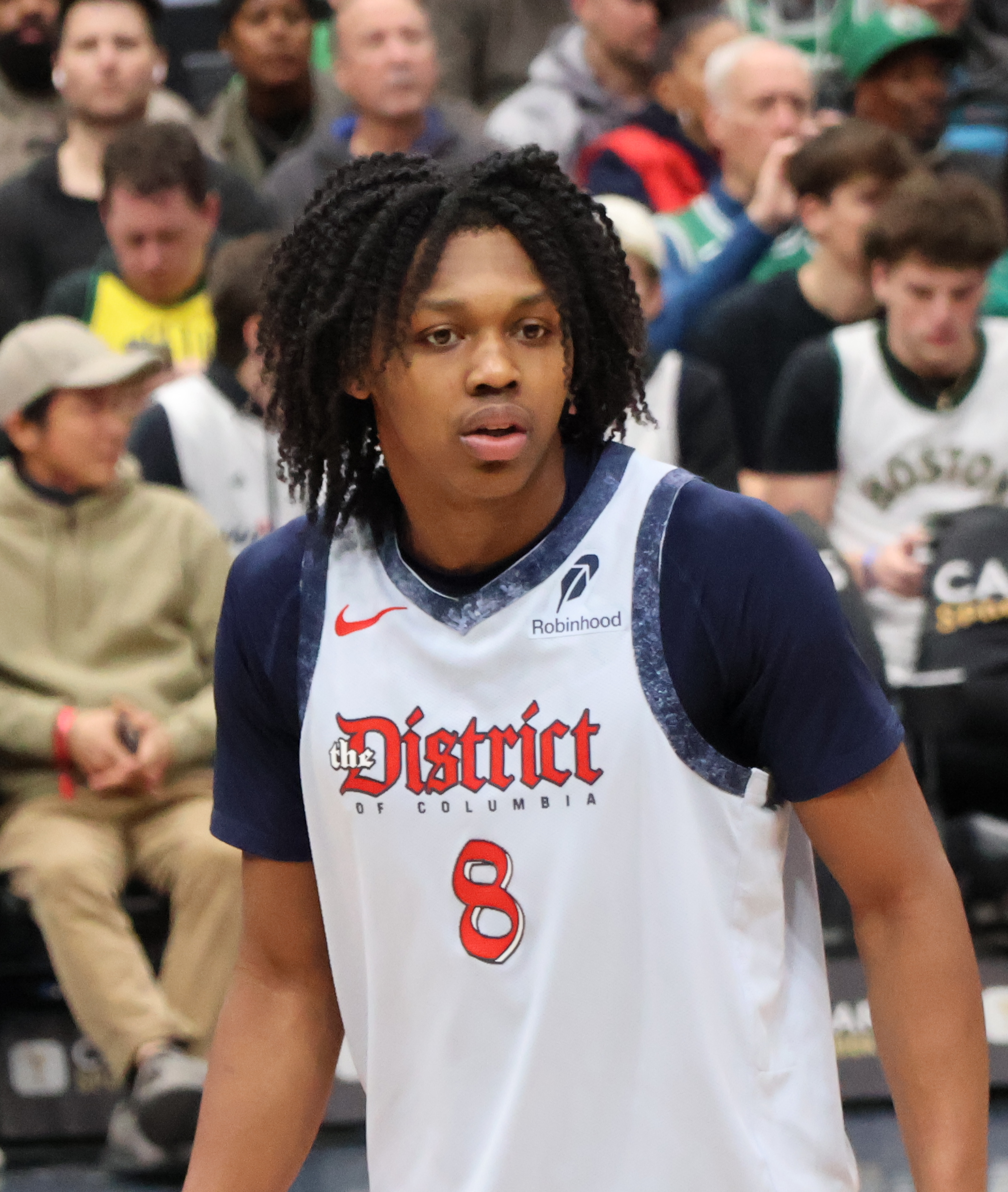
Bub Carrington, 2024.

Carlton Kaleel "Bub" Carrington III, född 21 juli 2005 i Baltimore i Maryland, är en amerikansk professionell basketspelare (PG/SG) som spelar för Washington Wizards i National Basketball Association (NBA).
Han draftades av Portland Trail Blazers i första rundan i 2024 års draft som 14:e spelare totalt.
Innan Carrington blev proffs studerade han vid University of Pittsburgh och spelade för universitetets idrottsförening Pittsburgh Panthers.
Han är syssling till Rudy Gay.